# 海老原清治
海老原 清治（えびはら せいじ、1949年4月2日 - ）は、千葉県我孫子市出身のプロゴルファー。

## 略歴
実家は鮮魚店を営み、我孫子ゴルフ倶楽部の3番ホールの左側に家があった。生家の隣は林由郎の自宅で、年の近い林の子供と遊びながらゴルフを覚えた。子供は1歳年上の林由一で、近所では由一の家にしかまだテレビがなく、海老原は力道山の試合を見せてもらった。当時は由一の父がプロゴルファーということは知らなかったが、7歳の頃に近所の10数人と一緒に我孫子GCの2番ホール、ティーから150ヤード辺りに行った際、由郎がクラブセットと球を出して、一人ずつ打たせてくれた。海老原は由郎に右の小指と左の人さし指を絡める握り方を教えられたが、現在でもそのまま、インターロッキンググリップでプレーしている。
我孫子中学校3年時に父・清一が脳溢血で倒れたため、上に姉4人がいる長男であった海老原は、進学を諦めて働かなければならなくなった。家業の魚屋を継ぐのは、朝が早く、氷で凍傷になっている父の爪がない指先を見ていたため、良い印象が無かった。1歳違いの弟・晴司と畳屋へ修業に出ようとしていたが、海老原は弟の卒業を我孫子GCでキャディのアルバイトをしながら待つことにした。アルバイトをしている時に「せっかくゴルフ場にいるんだから遊んでみれば」と、由一が5番アイアン1本と球を20個ほどくれた。打ってみてもスライスしか出ず、真っすぐ打つ方法を聞いたところ、由一は「臍のところに左肘をくっつけて腕をターンさせるんだ」とアドバイス。今で言うローテーションを教えられ、ゴルフは球に当たる際のフェースの向きが大切なんだと分かってから熱が入ったが、ゴルフが自分の仕事になるとは、その時は全く思っていなかった。
その後は我孫子でキャディをしながらプロを目指し、林や佐藤精一の指導を受け、1970年に2度目の受験でプロテストに合格。20歳でプロとなるが、しばらくはトーナメントでは芽が出なかった。練習もあまりせず、試合でも必死になれず、当時のシード権は上位30人に付与されたが、優勝争いで敗れるたびに「31番目の男」を自認した。性格的に必死さがなく、人に負けても別にいいじゃないかと思っていた海老原は娘が2人生まれても、その月暮らせるだけ稼げているからいいやと満足していたが、30歳の時に双子が生まれて娘が4人になってからは突然奮起し、真冬でも河原の練習場で球を打つなど猛練習を始める。プロ4年目ぐらいから悩まされていたシャンクは由郎に相談し、由郎に呼び出された習志野カントリークラブのコンクリートの杭で直してもらう。
1978年のジーン・サラゼン ジュンクラシックでは初日に3アンダー69で中村通・竹安孝博と並んでの11位タイでスタートしたが、2日目には73を叩いて通算2アンダー20位に後退。3日目にはアウトでは9ホール中5ホールのグリーンで50cmから4mのパットを一発で決め、スタート時の2アンダーから一気に通算7アンダーとなり、ギャラリーは「海老原って誰だ」とスコアボードを見上げた。インに入っても10、11番と連続バーディーを取り、15番ロングホールではグリーンエッジからのサンドウェッジで直接カップインするイーグルを奪う。16、17番は突然の好スコアの困惑からしびれて連続ボギーを叩くが、激しい競り合いの中で7アンダー65の快スコアをマークし、通算9アンダー207で前日20位から首位に飛び出した。最終日には75を叩き、内田繁と並んでの5位タイに入った。
1982年には地元の千葉県オープンで初優勝を果たし、台湾プロでは地元の陳志明・謝敏男に次ぐと同時に尾崎健夫と並んで日本勢最上位の3位タイに入った。
1984年には関東プロの出場資格がなく、同週開催の新韓東海オープン（韓国）に出場。最終日に5番から8番まで4連続バーディーを成功させるなど通算279で海外初優勝を決め、韓国ゴルフ史上初めて優勝スコアが280打下で記録された大会となった。帰国後の太平洋クラブマスターズでは2日目に前半18番でイーグルを奪うなど好調なゴルフで、その後も5バーディーを奪って前日16位からベストスコア66で急浮上し、中村通と並んでの首位タイに着けた。同年に35歳で初めてシードを獲得すると、1985年には中日クラウンズでツアー初優勝を飾り、賞金ランキングも19位として大躍進の年となった。レギュラーツアーではこの1勝にとどまったが、その後も重みのある存在感で活躍。青木功と同じく林由郎を師匠とする我孫子一門の一人で、鷹巣南雄・金井清一らと共に青木ファミリーの一員であり、ファミリーの大番頭役として存在感を放つ。
15年目にして賞金ランク24位に入り初シードを獲得し、晴れて臨んだシード1年目の1985年であったが、開幕戦静岡オープンの試合中にアイアンでボールの下の木の根を誤って打ってしまい、左手首を脱臼すると共に予選落ち。患部を石膏で固められ戦線離脱を余儀なくされたが、担当の医師を説得して、3週間後の4月11日ポカリスエットオープンから復帰。
しかし故障のハンディは大きく、翌週のブリヂストン阿蘇オープン、さらに翌週のダンロップ国際オープンと全て予選落ち。賞金ゼロという厳しい状況が続き、4試合連続予選落ちで迎えた5戦目の中日クラウンズでは初日のハーフでパープレーの35で回り、ようやく復活の足掛かりを掴む。後半のハーフも35にまとめ、首位に5打差の18位で初日を終えることができた。2日目も前半、後半とも1バーディ、1ボギーの35で通算イーブンパーの12位に浮上し、シーズン初の予選通過を成し遂げた。予選2日間のハーフを全てパープレーで終えられたことの喜びに浸り、晴天の3日目に出足の1番で幸先の良いバーディを奪うと、快進撃が始まった。6バーディ2ボギーの66の好スコアをマークし、12位から一気に首位の中嶋常幸と2打差の2位へ急浮上。最終日は1、2番連続バーディーとスコアを崩す中嶋を横目に手堅いプレーを続けると、11番で上から5mのバーディーパットを決めて逆転。16番では中嶋が1mの短いパットを外して2打差となり、海老原は17番も自信を持ってピン1mに付けて切り抜け、最終18番では13mのパットにしびれることなく、5cmに付けて中嶋を突き放し、しぶとい試合運びで15年目にして念願のビッグタイトルを掌中にした。
1999年にシニア入りし、同年にはヨーロピアンシニアツアー予選会で2位に入り、2000年より同ツアーへの参戦を開始。2000年には賞金ランキング15位に入り、2001年にはアイルランド・シニアオープンで同ツアー初優勝を挙げるなど2勝を挙げてランキング8位に躍進し、本格参戦3シーズン目の2002年にはアイルランド・シニアオープン2連覇など3勝をマークして賞金王を獲得。日本人男子選手が海外の主要ツアー、シニアツアーで賞金王となるのは初めてのことであった。獲得賞金の33万210ユーロ（約4130万円）は欧州シニアツアーのこれまでの記録を破る最高獲得賞金記録となったほか、デベアPGA選手権での21アンダー267と2位との差10ストロークもまた欧州シニアツアー新記録であった。同年の全英シニアオープンでは優勝候補といわれたが、初日、2日目と大きく出遅れてしまう。3日目以降は徐々に順位を上げ、最終的には5オーバーで高橋勝成と揃っての5位タイに食い込んできた。優勝は須貝昇で、現地では「日本人のためのような大会」とまで評されたほどであった。全米プロシニア最終日にはアウトで9ホールのツアータイ記録となる27をマークするなどアメリカでも存在感を示し、12月のアメリカチャンピオンズツアー（シニア）予選会で見事2位に入ってフルシード権を獲得し、2003年にはフル参戦。日、米、欧3つのシニアツアーを股にかけて戦ったが、アメリカでは賞金ランク70位、18万ドル（約2000万円）でシード権を逃した。日本ではファンケルシニア、PPTビックライザックで3位タイとし賞金ランク5位であった。
2004年は欧州に腰を据えて参戦し、ナイジェル・マンセル・クラシックで優勝、モービルカップ、ノーサムバーランド・シニアクラシック、トラビスパーキンス・シニアマスターズで2位、PGAシニア選手権で2位タイと好成績を残し賞金ランキング4位に入った。日本ではキャッスルヒルオープン、日本シニアオープンの2試合に出場して、11位タイと10位タイであった。
2005年は日本に腰を据えて全試合に出場し、オーベルスト4位タイ、日本シニアオープン6位タイを経て、最終戦の鬼ノ城シニアでは首位の飯合肇を最終日68のベストスコアで追い上げて、1打差の2位に入った。
2006年にはヨネックスシニアオープン沖縄で4年ぶりに優勝し、2007年には鷹ノ巣シニアで通算5勝目を挙げるなど、安定したゴルフで常にランキング上位をキープ。2008年も日本シニアオープンで最終日に66のベストスコアを出して3位タイに入るなど安定したゴルフで賞金ランク13位に入ったが、2009年はコマツオープン5位タイ、ファンケルクラシック15位タイなどで賞金ランク25位とシード権は守ったものの、これまでの成績を考えると振るわなかったシーズンに終わる。2010年にはシード落ちしたが、2011年にはシニアツアー全試合に出場してトータルエネルギーPPT11位タイ、コマツオープン15位など全ての試合で賞金を獲得。賞金ランクは31位ながらランク5位のD・J・ラッセルが賞金シード登録をしなかったため、2年ぶりのシード入りとなる。
2012年は再びシードを落とすが、2013年は最終予選会33位で資格を取り、ツアーは全12試合に出場、賞金ランク28位で再びシード権を取り戻す執念を見せた。持ち前の早打ちで、刀を振り下ろすようなダウンスイングは健在であり、ISPSハンダ五月10位タイ、7月のISPSハンダ・フィランスロピー9位タイ、8月のISPSハンダ秋晴れで3位と、いずれも2日間競技で上位に食い込んだ。その間には関東グランドシニアで優勝し、日本グランドシニアで5位タイと実力のほどを見せた。
現在もシニアのトーナメントで活躍中で、所属する我孫子GCで若いプロや研修生と一緒にコースに出て日々、実戦の勘を養っており、2017年から2019年には日本プロゴールドシニアで3連覇を達成。2019年は首位に3打差の8位からスタートして1イーグル、3バーディー、4ボギーの70をマークし、通算2オーバーで並んだ山本善隆・谷中宏至・中島弘二とのプレーオフを2ホール目のバーディーで制した。一時は首位との差は4打まで開いたが、終盤の17番パー4で残り80ヤードの第2打をSWで放り込む起死回生のイーグルを奪って首位に並びかけ、プレーオフにつなげた。プレーオフでは1ホール目のボギーで中島が脱落して勝負は2ホール目の2番パー4となるが、短いパーパットを残した山本と谷中が息を殺して見つめる中、海老原は5mのフックラインを沈めてパターを持った左手を高々と挙げてガッツポーズを作った。中島・佐野修一・長谷川勝治・小川清二と共にエージシュートも記録し、海老原にとっては同年の公式競技3度目となる達成であった。
2020年には日本プロゴルフ殿堂プレーヤー部門に選出され 、我孫子市名誉市民にも選ばれる。
2022年からは関東ゴールドシニアが船橋カントリークラブで開催されることになり、大会ホストプロの長谷川や、横島由一ら旧友プロ9名ほどのメンバーで月1回位のペースで船橋をプレー。2023年の同大会では最終日の前半アウトコースで30ストロークと2日間通じての最小スコアをマークし、後半に入っても12、13番でバーディーを奪った時点で最終ラウンドを8アンダーとする。1イーグル6バーディー2ボギーをマークし、最終日ベストスコアの66ストロークで2位タイでフィニッシュ。記録が残っている1987年からのグランド・ゴールド競技でも年齢よりも8ストローク少ない、74歳66ストロークは衝撃的な記録であり、海老原自身も「13番までは自分でも衝撃的なゴルフをしている」と驚いた。

## 優勝歴

### レギュラー
- 1982年 - 千葉県オープン
- 1985年 - 中日クラウンズ
- 1991年 - サンコーグランドサマー

### シニア
- 2000年 - キャッスルヒルオープン
- 2001年 - N.CUPシニア
- 2002年 - PPTビックライザック
- 2006年 - ヨネックスシニアオープン沖縄
- 2007年 - 鷹の巣シニアオープン
- 2010年 - 関東プログランドシニア
- 2011年 - 日本グランドシニアオープン
- 2013年 - 関東プログランドシニア
- 2017年 - 関東プロゴールドシニア、日本プロゴールドシニア、ISPS・HANDA CUP・フィランスロピーシニア（スーパーシニア）
- 2018年 - 日本プロゴールドシニア、ISPS・HANDA CUP・フィランスロピーシニア（スーパーシニア）
- 2019年 - 金秀シニア沖縄オープン、関東プロゴールドシニア、日本プロゴールドシニア
- 2021年 - 金秀シニア沖縄オープンひやみかちスーパーシニア、ISPS HANDA グレートに楽しく面白いシニア

### 海外
- 1984年 - 新韓東海オープン
- 2001年 - アイルランド・オープン、ジャージーシニア・マスターズ
- 2002年 - アイルランド・オープン、ウエールズ・オープン、デベアPGA選手権
- 2004年 - ナイジェル・マンセル・シニアクラシック

## 主な著書
- 練習場―3カ月速修クリニック（一季出版、1992年）
- 打球コントロール術―ワンランク上を狙うアマチュアにもわかりやすく解説したプロのテクニック（廣済堂出版、1994年）
- 賞金王海老原清治のやさしいゴルフ再生術―劇的に変わるマイ・ゴルフ（主婦の友社、2003年）
- 50歳からのゴルフ革命（ゴマブックス、2009年）